# Galadhrim
Les Galadhrim ou Galaðrim sont un peuple fictif qui appartient au légendaire de l'écrivain britannique J. R. R. Tolkien et qui apparaît dans le roman Le Seigneur des anneaux et dans la collection d'histoires publiée par son fils Christopher sous le titre Contes et légendes inachevés. C'est le nom sous lequel sont connus les Elfes sylvains qui habitent la forêt et le royaume de Lothlórien pendant le Deuxième et le Troisième Âge sur la Terre du Milieu.
Son origine remonte aux Années des Arbres, quand les Elfes commencèrent la Grande Marche jusqu'aux rivages de la Terre du Milieu pour atteindre Aman, la terre des dieux de la mythologie de Tolkien. Cependant, ils ne reçurent pas le nom de Galadhrim avant un millier d'années, au cours du Deuxième Âge. Ils étaient de bons artisans et constructeurs, fait prouvés par leurs arcs élaborés, leurs capes et les maisons qu'ils construisent dans les arbres de Lothlórien, appelées flets.
Ils apparaissent aussi dans la trilogie cinématographique que le réalisateur néo-zélandais Peter Jackson fit sur Le Seigneur des anneaux, ayant une importance spéciale dans la deuxième partie du film Les Deux Tours, dont le scénario fut adapté pour qu'ils apparaissent à la fin du film, lors de la bataille du Gouffre de Helm.

## Histoire

### Origine du peuple
Lors des Années des Arbres, les Elfes entreprirent un grand voyage depuis Cuiviénen jusqu'aux rivages de la Terre du Milieu pour rejoindre Aman, la terre des Valar. Un groupe important d'Elfes Teleri, dirigés par Lenwë, abandonna la marche avant de franchir les Monts Brumeux et vécurent à partir de cette époque dans la vallée du fleuve Anduin,. Ils furent connus comme les Nandor (« ceux qui retournent » en quenya) et devinrent un groupe très dispersé. Quelques-uns s'installèrent dans la forêt située des deux côtés du fleuve Celebrant et l'appelèrent Lindórinand (« vallée de la terre des chanteurs »), plus tard elle fut rebaptisée Lothlórien.
Après la guerre de la Colère, survenue à la fin du Premier Âge, les terres du Beleriand restèrent inondées. La communauté de Lindórinand était encore très hétérogène, puisqu'elle comprenait les Sindar provenant du royaume de Doriath, menés par Oropher et Celeborn. Ces derniers furent ceux qui réunirent le groupe et en prirent la tête.

### Deuxième Âge
Avec le temps, Oropher se retira vers le nord, dans la Forêt Noire, avec un groupe nombreux d'elfes sylvains, pour s'éloigner des nains de la Moria et des intrusions de Celeborn et de son épouse Galadriel, qui, bien qu'ils soient partis vivre en Lindon et en Eregion, avaient l'habitude de visiter souvent Lindórinand. Après le départ d'Oropher, les sylvains de Lindórinand choisirent pour roi Amdír. Galadriel et Celeborn continuèrent à visiter fréquemment la forêt et y plantèrent des mellyrn, sur lesquels les sylvains construisirent de nombreuses maisons appelées flets, qui fit que le peuple fut connu sous le nom de Galadhrim.
En l'an 1697 du Deuxième Âge, quand le Maia Sauron détruisit la cité des forgerons Noldor, Eregion, beaucoup des survivants furent conduits par Celeborn et Galadriel à travers le royaume nain de Khazad-dûm pour arriver à Lórinand, où la communauté des Galadhrim devint encore plus hétérogène. De plus, le couple aida à fortifier la forêt pour éviter les attaques de Sauron, mais quand celui-ci se retira en Mordor, Celeborn et Galadriel retournèrent à Lindon.
Les Galadhrim vécurent en paix pendant de nombreuses années jusqu'au retour de Sauron, à la fin du Deuxième Âge. Le roi Amdír répondit à l'appel à l'aide de Gil-galad et tomba finalement dans la guerre de la Dernière Alliance, dans la bataille de Dagorlad, et il fut remplacé sur le trône de Lórinand par son fils Amroth.

### Troisième Âge
Pendant la première moitié du Troisième Âge, les Galadhrim recommencèrent à vivre dans une relative tranquillité sous le règne d'Amroth. Cependant, après la chute de Khazad-dûm et l'expulsion des nains aux mains du balrog et des orques, la Lothlórien devint peu sûre et Amroth partit avec son aimée Nimrodel jusqu'aux havres, mais il mourut noyé dans la baie de Belfalas. Galadriel et Celeborn retournèrent encore à Lindórinand, où ils furent reçus de bon gré par les Galadhrim et, bien qu'ils ne prennent pas les titres de roi et de reine, ils gouvernèrent et protégèrent la forêt. Pour cela, Galadriel la couvrit d'un enchantement grâce au pouvoir de l'anneau Nenya, qui avait été confié à la dame par son créateur, Celebrimbor, pour qu'il la protège de Sauron. De plus, elle rebaptisa la forêt Lothlórien (« Fleur du rêve »), puisqu'elle essayait de faire d'elle un refuge de paix et de beauté comme l'étaient les jardins de Lórien, la terre du Vala Irmo.
Pendant la guerre de l'Anneau, survenue à la fin du Troisième Âge, les Galadhrim furent attaqués en trois occasions par les troupes de Sauron venant de Dol Guldur, dans la Forêt Noire. Bien que les frontières de la Lothlórien soient restées gravement abîmées, les Galadhrim parvinrent à repousser les attaques. Après la destruction de l'Anneau unique et la chute de Sauron, ils détruisirent Dol Guldur et, avec les Elfes de Thranduil, ils donnèrent à la Forêt Noire un nouveau nom : la Forêt des Vertes Feuilles. Par la suite la Lothlórien fut abandonnée par la majorité des Galadhrim, qui partirent avec Celeborn vivre dans la forêt rebaptisée.

## Culture
Les Galadhrim parlent une variante du sindarin, connue comme sylvain, qui s'est créée par mélange entre le sindarin parlé par les Sindar et Noldor qui arrivèrent en Lothlórien pendant le Premier et le Deuxième Âge et la langue que parlaient les Nandor qui habitaient la forêt au début, laquelle provenait directement du telerin et possédait de multiples dialectes comme le nandorin et le danien.
Comme la Lothlórien était une terre plate et qu'elle n'avait pas de grande pierres avec lesquelles construire, les Galadhrim avaient l'habitude d'édifier en haut des arbres des demeures appelées telain en sindarin ou flets en westron. C'étaient des plates-formes de bois sans parois auxquelles on accédait par un escalier qui montait depuis le sol jusqu'à un trou au centre de la demeure. Au début, les flets avaient seulement servi comme postes de surveillance et lieux de refuge en cas d'attaque, mais ils devinrent également des foyers lors du deuxième millénaire du Troisième Âge à cause des dangers qui arrivaient sur les terres de Lothlórien avec la construction de Dol Guldur. Le plus grand flet que construisirent les Galadhrim fut celui du roi Amroth, situé dans la colline de Cerin Amroth et depuis lequel on pouvait surveiller Dol Guldur,
Les Galadhrim utilisaient comme arme de grands arcs de près de deux mètres de long, qu'ils fabriquaient en bois de mallorn et dont la corde était faite de cheveux d'elfe. Ses flèches étaient fabriquées en frêne ou parfois en mallorn, avec des plumes de cygnes ou d'oies qui formaient une ailette en spirale,.
Ils tissaient des capes légères qui  étaient chaudes ou fraîches selon le temps qu'il faisait à ce moment et qui pouvaient servir de camouflage, puisqu'elles adoptaient les couleurs de leur environnement. Elles étaient parées d'une broche en forme de feuille de mallorn, qui fermait la cape au cou. La dame Galadriel et ses demoiselles tissèrent ces capes pour les huit membres de la Compagnie de l'Anneau (bien qu'elle compte neuf membres, car Gandalf n'était pas présent à ce moment-là) dans les dernières années du Troisième Âge, si bien qu'ils furent les premiers étrangers à les porter.

## Étymologie
Le terme « Galadhrim » signifie « Peuple des arbres » en sindarin : galað (aussi écrit galadh) signifie « arbre », alors que le suffixe -rim signifie « peuple ».
Dans la première édition du Seigneur des anneaux, « Galadrim » apparaît au lieu de « Galadhrim ». Cela est dû au fait que, au départ, Tolkien changea le groupe dh (prononcé th en anglais) utilisé en sindarin par d, puisque n'étant pas utilisé en anglais, il craignait que les lecteurs ne le considèrent comme étrange. Cependant, il changea d'avis quand il eût publié le Seigneur des Anneaux et, dans l'intention de corriger l'erreur pendant qu'il écrivait la Quenta Silmarillion au début des années 1950, Tolkien établit que la forme sylvestre d'arbre était galad. Malgré cela, quand fut publiée l'édition révisée du Seigneur des anneaux, « Galadrim » fut finalement remplacé par « Galadhrim », et dans les appendices, Tolkien établit que le terme est d'origine sylvestre, mais adapté au sindarin.

## Adaptations
Dans la trilogie cinématographique du réalisateur néo-zélandais Peter Jackson adaptant Le Seigneur des anneaux, les Galadhrim apparaissent dans la première et la deuxième partie. Dans La Communauté de l'Anneau, les Galadhrim sont vêtus de vêtements semblables à ceux des elfes de Fondcombe, faits à base de toile, mais avec des couleurs plus pâles comme le gris, le vert et le marron, puisqu'ils devaient leur servir à se camoufler. L'équipe tourna quelques scènes dans lesquelles les Galadhrim affrontent les gobelins de la Moria quand ceux-ci poursuivent la Compagnie et quelques images apparaissent même dans la bande-annonce du film, mais ils furent finalement écartés et seul apparaît l'accueil de l'elfe Haldir et de ses frères,.
Comme la lutte des Galadhrim contre les Orques qui attaquaient la Lothlórien pendant la guerre de l'Anneau n'apparaissait pas dans le film, et qu'ils ne savaient pas trop ce qui allait se passer pendant la bataille du Gouffre de Helm dans Les Deux Tours, les scénaristes Philippa Boyens, Peter Jackson et son épouse Fran Walsh décidèrent qu'une petite armée d'elfes sous le commandement de Haldir interviendrait pour donner un scintillement d'espérance à la situation. Dans le scénario initial, Arwen, la petite-fille de Galadriel, allait participer avec les Galadhrim à la bataille, mais les protestations des fans, quand la nouvelle se répandit sur Internet, firent que les scénaristes supprimèrent cette apparition.
Dans ce contexte, l'histoire décrit que Haldir, avec l'appui d'Elrond de Fondcombe, convainquit Galadriel et Celeborn d'aider les hommes du Rohan et de réunir 200 Galadhrim pour combattre les uruk-hai au gouffre de Helm. Grâce à cette aide, les rohirrim réussirent à résister et ils tuèrent plus de 2 000 uruks avec leurs arcs, et ils en payèrent le prix puisqu'aucun d'entre eux ne retourna en Lothlórien, Haldir compris.

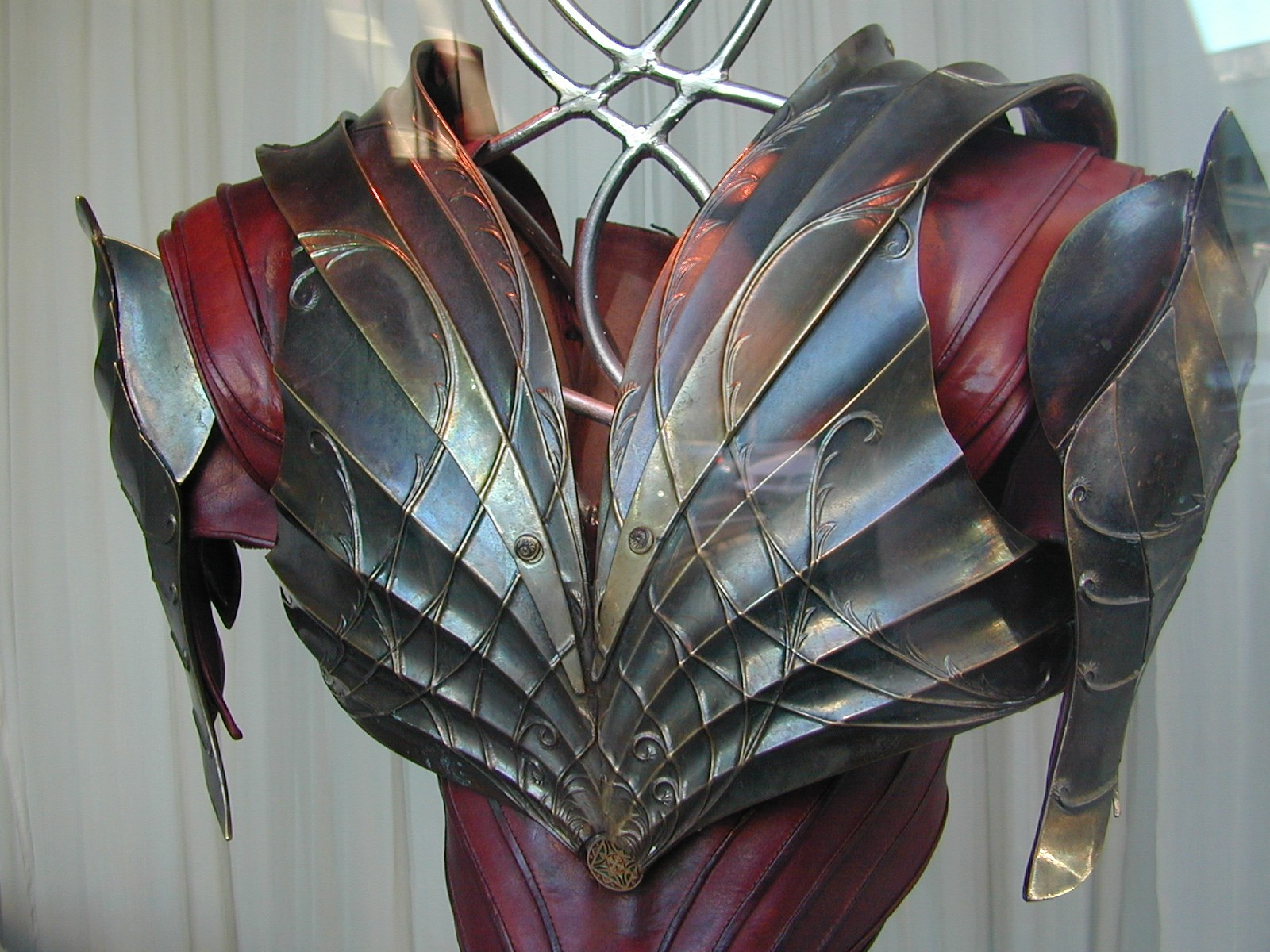
Armure utilisée par les Galadhrim dans le film Les Deux Tours de Peter Jackson.

L'équipe de dessinateurs de l'entreprise Weta Workshop fut chargée de réaliser l'armure de l'armée des Galadhrim qui vont au gouffre de Helm à l'aide des Rohirrim. Celle-ci fut considérée par Richard Taylor, créateur et directeur de Weta, comme la plus difficile que son équipe et lui aient eu à créer. Au début, elle fut dessinée pour les Elfes de la Dernière Alliance qui apparaissent dans le prologue de La Communauté de l'anneau. Bien que tous les vêtements elfiques qu'ils ont dessinés soient très lâches, les armures étaient ajustés pour faciliter le combat. Les formes de l'armure finale s'inspirent de l'Art nouveau, sans lignes droites et avec des motifs de plantes. Pour fabriquer la cotte de mailles, l'équipe de couturiers a mis environ six mois de travail, en unissant les feuilles à l'armure, faite de plastique argenté avec des éléments en fibre de verre recouverts d'une couche de zinc pour leur donner un aspect métallique. Au total, les Galadhrim portent six ou sept couches de vêtements, entre l'armure et les tissus, ce qui obligeait les acteurs à maintenir une position droite,. Le dessinateur Daniel Falconer se chargea de colorer les vêtements, utilisant des tons d'automne comme le bronze, le rouge et le marron, en contraste avec les couleurs plus printanières qu'avaient ceux du prologue de La Communauté de l'Anneau, pour refléter la décadence des Elfes en Terre du Milieu. Il interpréta un des archers qui attaquèrent les Uruk-hai depuis la muraille de Fort-le-Cor, sous les ordres d'Aragorn.